# Helmut Flohr (Architekt)

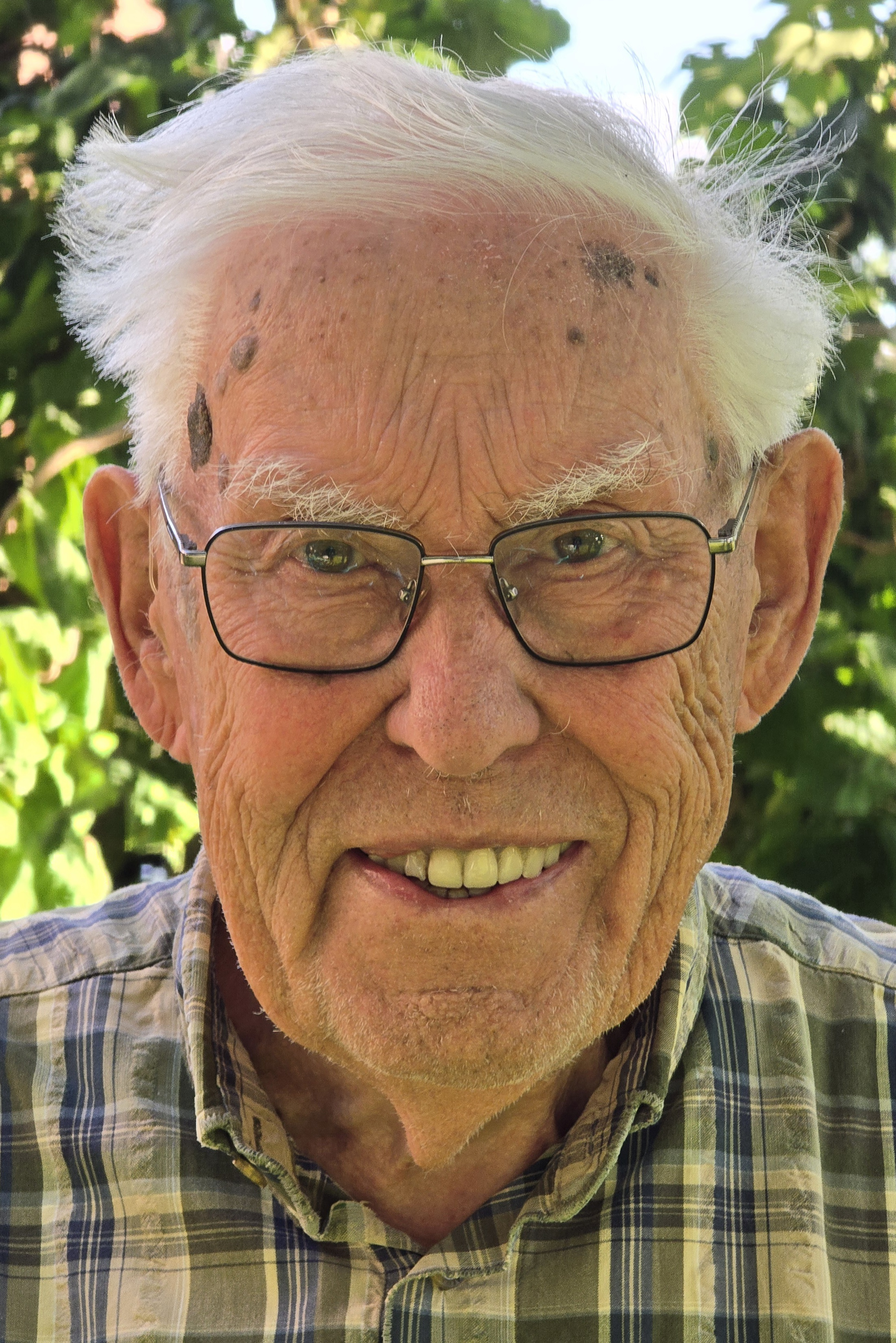
Helmut Flohr im August 2025

Helmut Flohr (geboren 14. Februar 1932 in Hannover) ist ein deutscher Architekt, Kommunalpolitiker, Regionalhistoriker und Buchautor mit Wirkungsort insbesondere um den Laatzener Ortsteil Grasdorf.

## Leben
Helmut Flohr ist Nachkomme einer seit Jahrhunderten in Grasdorf bekannten Kötner- und Brinksitzer-Familie. Seine Vorfahren väterlicherseits waren Zimmermeister und Baumeister, die das historische Ortsbild mitgeprägt haben.
Gegen Ende der Weimarer Republik geboren, durchlief Helmut Flohr – nach seinem Schulabschluss an der Tellkampfschule in Hannover – in der frühen Nachkriegszeit zunächst eine Maurerlehre, bevor er an der Fachhochschule Holzminden sowie an der Technischen Universität Braunschweig das Fach Architektur bei Dieter Oesterlen studierte. Anschließend unterhielt er in mehr als vier Jahrzehnten von 1958 bis 1999 ein eigenes Architekturbüro. Zeitweilig parallel dazu betrieb er von 1960 bis 1987 ein Baugeschäft.
Ab 1961 beschäftigte sich Flohr mit der örtlichen Kommunalpolitik, war bis 1964 beratendes Mitglied im Bauausschuss der damals noch selbständigen Gemeinde Grasdorf. 1963 erfolgte seine Bestellung zum Ortsplaner für die Gemeinschaftsplanung Laatzen-Grasdorf. Schließlich wirkte er rund 30 Jahre in der Kommunalpolitik: Von 1981 bis 2006 war Flohr, Mitglied der CDU, Ratsmitglied der Stadt Laatzen. Darüber hinaus wirkte er in der Zeit von 1976 bis 1996 als gewähltes Mitglied des Ortsrates Laatzen, hatte in diesem Zeitraum von 1991 bis 1994 das Amt des Ortsbürgermeisters von Laatzen, Laatzen-Mitte und Grasdorf inne. Neben seinem Engagement in verschiedenen Ausschüssen setzte er sich schwerpunktmäßig in den Themenbereichen Schule, Umwelt und Stadtentwicklung ein. Fünf Jahre nahm er den Vorsitz im Schulausschuss wahr und zwei Jahre lang den im Projektausschuss „aquaLaatzium“.

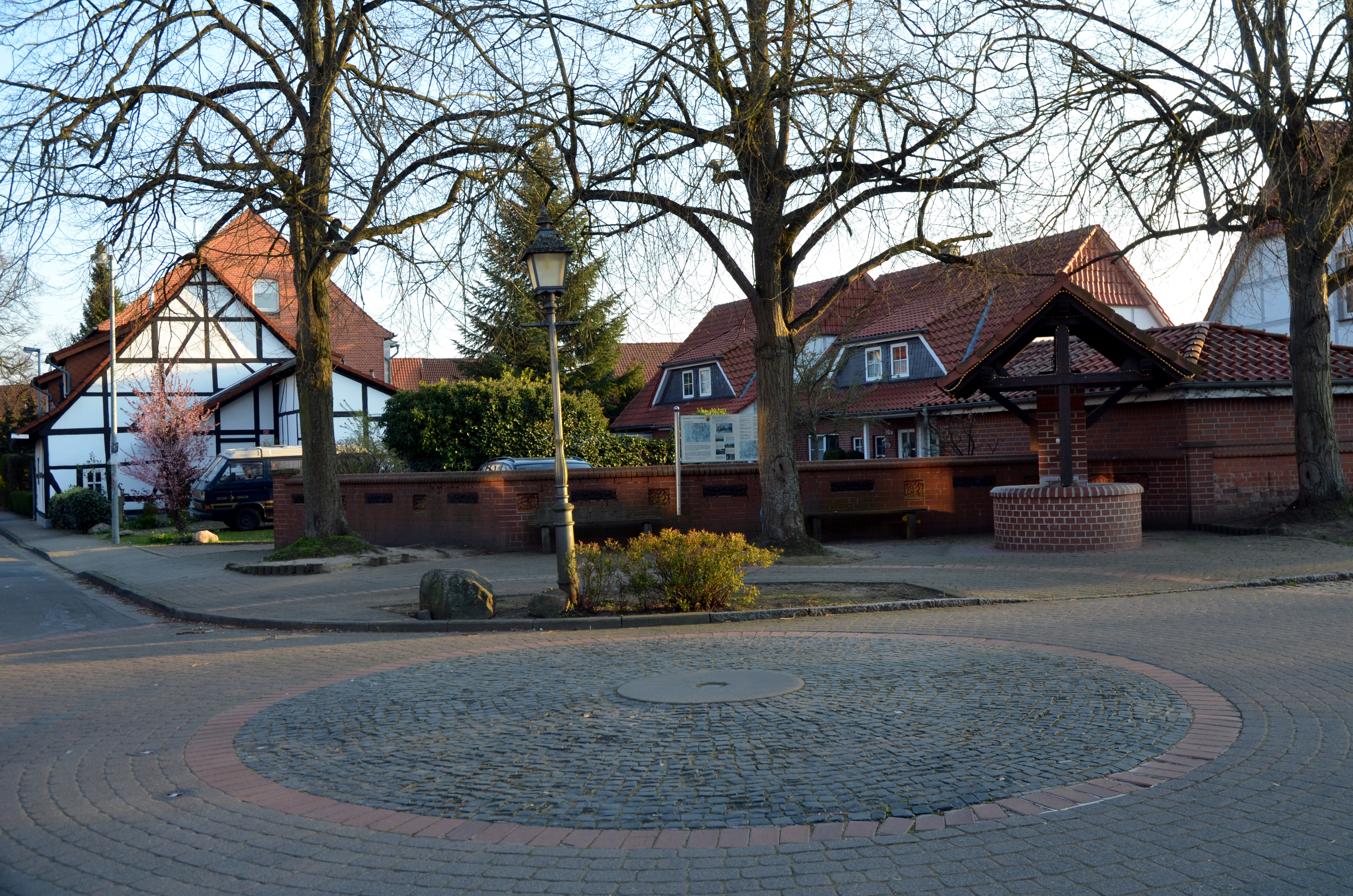
Die Platzanlage Am Thie Ecke Kirchstraße mit ihrem Brunnen wurde von Helmut Flohr initiiert und 1987 nach seinen Entwürfen gestaltet.

Insbesondere seit der alte Halbmeierhof Kook abgerissen und an dessen Stelle Reihenhäuser errichtet worden waren, engagierte sich Flohr für die historische Baustruktur Grasdorfs und schließlich für die Erhaltungs- und Gestaltungssatzung des Ortes, durch die ein völliges Verschwinden der alten Dorfstruktur verhindert werden konnte. In diesem Sinne stand auch die Umgestaltung des Platzes Am Thie mit seinem Brunnen, der auf Initiative und nach Entwürfen Flohrs samt Brunnen im Jahr 1987 feierlich eröffnet wurde. Mit jenem Tag begründete der Diplom-Architekt zugleich die seitdem gepflegte Tradition der Grasdorfer Brunnenfeste. Drei Jahrzehnte später stiftete Flohr nach einer Spendensammlung anlässlich seines 85. Geburtstages eine Tafel im Informationen zur Bedeutung des Thie und der Historie des Platzes vor Ort, der traditionell der „weltliche Mittelpunkt des Dorfes“ war. Als Ergänzung zu den auf der Tafel gegebenen Informationen gab der Grasdorfer ein selbstfinanziertes, kostenlos erhältliches Faltblatt in einer Erstauflage von 500 Exemplaren heraus, das zu einem Rundgang einladen und bei einem „Dorfspaziergang“ Informationen zu mehr als 20 verschiedenen Stationen geben soll.
Besondere Verdienste erwarb sich Helmut Flohr in der Archäologie, als er 1973 die Fundamente der mittelalterlichen Retburg auf dem heutigen Wassergewinnungsgelände freilegte.
Parallel zu seinen anderen Aktivitäten war Flohr von 1981 bis 1989 ehrenamtlicher Beauftragter für archäologische Denkmalpflege im ehemaligen Landkreis Hannover. Zudem war er 18 Jahre lang abgeordnetes Mitglied im Kirchenkreistag Laatzen-Pattensen.
Flohr verfasste zahlreiche Veröffentlichungen zur Geschichte Laatzens und dessen Ortsteils Grasdorf. Dabei gelang ihm die Vermittlung einer auch für Laien anschaulichen und verständlichen Heimatgeschichte, die der Autor auch bei regelmäßig organisierten historischen Ortsführungen weitergab. Viele von Flohrs Publikationen hat die Stiftung Grasdorf an der Leine erfasst.
2018 wurde der Heimatforscher geehrt für seine Dokumentation der Geschichte des Grasdorfer Seniorenpflegeheims Leinetal am Rethener Kirchweg, an dessen Stelle früher „ein Herrensitz mit Schloss und Schlosspark“ stand. Bei den Feierlichkeiten wurde die Veröffentlichung der Dokumentation als Broschüre angekündigt.
Helmut Flohr ist vierfacher Familienvater.

## Ehrungen
Für sein jahrzehntelanges Engagement in der Kommunalpolitik sowie der Heimatforschung und -pflege wurde Helmut Flohr am 2. Mai 2014 im Haus der Region Hannover durch Regionspräsident Hauke Jagau mit dem Verdienstkreuz der Bundesrepublik Deutschland am Bande ausgezeichnet.

## Schriften (Auswahl)
- Die Retburg. Eine bischöflich hildesheimische Turmhügelburg, in: Hannoversche Geschichtsblätter, Neue Folge Band 29, Doppelheft 3/4 (1975), S. 251–283
- Die Retburg. Fundamente und Burgrest einer Flachmotte in der Leineniederung bei Koldingen, in: Nachrichten aus Niedersachsens Urgeschichte, Bd. 44 (1975), S. 259–294
- Debberode, Eddingerode. Wüste Dörfer am Kronsberg, in: Hannoversche Geschichtsblätter, Neue Folge 26 (1972), Heft 1–2, S. 130–197
- Gravestorpe – Grasdorf. Strukturen, Lehnsverhältnisse und Bewohner eines Dorfes, [Laatzen-Grasdorf, Langer Brink 16]: [H. Flohr], [1985]
- Das Slot Coldingen. Untersuchungsergebnisse zu einer Burganlage in der Leineniederung. Koldingen, Stadt Pattensen, Landkreis Hannover, [Laatzen (Grasdorf), Langer Brink 16]: H. Flohr, [1986?]
- Bau- und Zimmerhandwerk im Calenberger Land. Umfeld und Struktur eines Handwerkbetriebes in der 1. Hälfte des 19. Jahrhunderts, Laatzen-Grasdorf, Langer Brink Nr. 16: H. Flohr, 1991
- St. Marien zu Grasdorf. Eine evangelische Dorfkirche im Hannoverschen. Interessante Untersuchungen zur 700-jährigen Bau- und Kirchengeschichte mit vielen Abbildungen, Laatzen-Grasdorf, Langer Brink 16 : H. Flohr, 2003
- Brücken, große und kleine in Laatzen, Grasdorf und Rethen. Eine Dokumentation. Konstruktionen und Geschichten rund um die Laatzener Brücken. Mit 3 Wandervorschlägen, Laatzen-Grasdorf, Langer Brink 16: H. Flohr, 2004
- Als ich Student war in Holzminden oder „o alte Burschenherrlichkeit ...!“ Erinnerungen eines „alten Herrn“ an eine schöne Zeit in Holzminden. 1952–1954, Laatzen-Grasdorf, Langer Brink 16: H. Flohr, 2006
- Bauernhöfe, Fliegerbomben, Kirche und ein Dorfbrunnen. Ein Spaziergang durch Grasdorf, Laatzen-Grasdorf, Langer Brink 16: H. Flohr, 2008
- Entlang der Hildesheimer Straße in Grasdorf. Häuser, Menschen und Schicksale. Der lange Weg von einer unbefestigten Herrstraße zur lebendigen und bewohnten Verkehrsader. Teilstück der ehemaligen Reichsstraße Nr. 6 durch Grasdorf an der Leine, Laatzen-Grasdorf, Langer Brink 16: H. Flohr, 2010; Inhaltsverzeichnis
- Rechts und links der Leine. Spurensuche in der Leinemasch zwischen Döhren und Koldingen. Ein Exkurs in Vergangenheit und Gegenwart mit vielen Bildern und Zeichnungen, Laatzen-Grasdorf: H. Flohr, 2012, ISBN 978-3-938385-52-4; Inhaltsangabe
- Streiflichter. Grasdorfer Ortsgeschichte. Archäologie, Straßen, Häuser, Kriege, Laatzen. Iine Dokumentation, Laatzen-Grasdorf: H. Flohr, 2014, ISBN 978-3-938385-66-1; Inhaltsverzeichnis
- Räuber und Schanditen. Kinder und ihre Spiele in einem Calenberger Dorf, Laatzen-Grasdorf: Eigenverlag, Dipl.-Ing. Helmut Flohr, 2016, ISBN 978-3-938385-71-5; Inhaltsverzeichnis